# Вулиця Погідна
Вулиця Погідна — вулиця в Шевченківському районі міста Львова, у місцевості Знесіння. Сполучає вулиці Діаманда та Бобинського. Прилучається вулиця Сміла.

## Історія та забудова
Вулиця виникла на початку XX століття, коли біля трамвайного депо почалося спорудження робітничої колонії транспортників (архітектори В. Дердацький, В. Мінкевич та інші). Адміністративно вулиця належала селищу Знесіння, мала назву вулиця Сенкевича, на честь польського поета Генріка Сенкевича. Не пізніше 1927 року вулицю перейменували на Веселу. У 1933 році вулиця отримала сучасну назву — Погідна.
Забудована одно-, дво- та триповерховими будинками різних часів: є і представники класицизму, зокрема, будинок № 4, конструктивістські будинки 1930-х років, нові приватні будівлі.